# 小林一仁
小林 一仁（こばやし かずひと、1932年8月2日-　）は、日本の国語教育学者、桜美林大学名誉教授。

## 経歴
東京教育大学大学院修士課程修了。東京都公立高校教諭、文化庁国語課調査官、筑波大学専任講師、文部省初等中等教育局中学校課、高等学校課教科調査官、茨城大学教育学部教授・附属中学校長、桜美林大学教授、2003年定年、名誉教授。

## 著書
- 『漢字教育の基礎研究』明治図書出版 1981
- 『漢字の系統的指導』明治図書出版 1984
- 『国語科教育の理論 人間形成・情報操作』明治図書出版 1993
- 『バツをつけない漢字指導』大修館書店 国語教育ライブラリー 1998
- 『愛と死の日本文学 心ときめく、読書への誘い』東洋館出版社 2011

### 共編著
- 『国語科学習状況の評価を生かした指導事例』井上輝夫共編 明治図書出版 中学校観点別評価シリーズ 1982
- 『中学校達成度調査を生かす国語科の授業改善』編 明治図書出版 1986
- 『新旧学習指導要領の対比と考察 中学校国語科』飛田多喜雄共著 明治図書出版 1989
- 『子供のよさを生かす国語科授業事例集 「生きる力」の育成と学校週五日制に対応した授業改革』小森茂共編 明治図書出版 1997
- 『子どもに読ませたい文学作品』加賀美久男共著 ワニマガジン社 2004

## 論文
- Cinii